# Ендо Акіра
Акіра Ендо (англ. Akira Endo 遠藤章, яп. 遠藤章; 14 листопада 1933, Higashiyuri, Юрі-Хондзьо, префектура Акіта, Японія — 5 червня 2024) — японський біохімік.

## Біографія
Ендо народився у сільській місцевості на півночі Японії (Higashiyuri, Юрі-Хондзьо, префектура Акіта) і з юності цікавився грибами, будучи шанувальником Александера Флемінга. Здобув ступінь бакалавра BA в Університеті Тохоку (Faculty of Agriculture) в місті Сендай (префектура Міягі) в 1957 році і докторський ступінь PhD з біохімії в тому ж університеті в 1966 році. З 1957 по 1978 він працював дослідником у японській фармацевтичній компанії Sankyo Co.; спочатку в галузі вивчення грибних ензимів. Успішні дослідження цієї галузі дозволили йому кілька років попрацювати в Медичному коледжі Альберта Ейнштейна в Нью-Йорку як науковий співробітник (1966—1968) у галузі вивчення холестерину.
Досліджував біохімію грибів і біосинтез холестерину, працював над отриманням статинів.
Пізніше викладав як доцент (associate professor) та повний професор (1986) в Токійському аграрно-технічному університеті (1979—1997), був президентом Biopharm Research Laboratories.

## Нагороди та визнання
- 1966: Young Investigator Award in agricultural chemistry
- 1987: Премія Генріха Віланда[de] for the discovery of the HMG-CoA reductase inhibitors (ФРН)
- 1987: Toray Science and Technology Prize
- 2000: Премія Фонду Воррена Алперта[en]
- 2006: Премія Массрі[en]
- 2006: Премія Японії[2]
- 2008: Премія Ласкера-Дебейки за клінічні медичні дослідження[en][3]
- 2011: Заслужений діяч культури[en]
- 2011: Національної академії наук США
- 2012: введений в Національну залу слави винахідників США, [4]
- 2014: Prince Mahidol Award[en]
- 2017: Міжнародна премія Гайрднера